# Turó de Can Pellofa
El Turó de Can Pellofa és una muntanya de 186 metres que es troba al municipi de Tordera, a la comarca del Maresme.